# Rallye San Remo 2010
Rallye San Remo 2010 byla desátou soutěží šampionátu Intercontinental Rally Challenge 2010. Vyhrál zde Paolo Andreucci s vozem Peugeot 207 S2000. Soutěž měřila 220 km a měla jedenáct rychlostních zkoušek.

## Průběh soutěže
Shakedown vyhrál Kris Meeke s Peugeotem před jezdci týmu Škoda Motorsport v pořadí Jan Kopecký a Juho Hänninen. Meeke pak vítězil i na úvodním testu. Druhý byl Hänninen s vozem Škoda Fabia S2000 a třetí Giandomenico Basso s vozem Fiat Grande Punto Abarth S2000. Kvůli poruše na voze Proton Satria Neo S2000 odstoupil Nial McShea a po havárii odstoupil Andreas Mikkelsen s vozem Ford Fiesta S2000. Na druhém testu vyhrál Andreucci a posunul se na druhé místo. Další dva testy vyhrává Meeke a Andreucci. Právě Andreucci se pak posouvá do vedení. Na posledním testu vítězí Basso a posouvá se na celkové první místo. Za ním je pořadí Andreucci, Rosseti, Meeke, Hänninen, Bryan Bouffier, Freddy Loix a Kopecký. 
V druhé etapě vyhrál první test Hänninen před Andreuccim a Bassem. Andreucci tak opět získal první průběžné místo. Bouffier měl defekt a propadl se na dvanácté místo. Poslední tři testy vyhrávají Hänninen, Andreucci a Loix. Basso měl problémy s převodovkou a Rossetiho postihl defekt, oba se tak propadli pořadím. Andreucci vedení udržel, na druhé místo se posunul Hänninen a na třetí Loix.

## Výsledky
1. Paolo Andreucci, Anna Andreussi – Peugeot 207 S2000
2. Juho Hänninen, Mikko Markkula – Škoda Fabia S2000
3. Freddy Loix, Frederic Miclotte – Škoda Fabia S2000
4. Kris Meeke, Paul Nagle – Peugeot 207 S2000
5. Luca Rossetti, Matteo Chiarcossi – Fiat Grande Punto Abarth S2000
6. Jan Kopecký, Petr Starý – Škoda Fabia S2000
7. Giandomenico Basso, Mitia Dotta – Fiat Grande Punto Abarth S2000
8. Thierry Neuville, Nicolas Klinger – Peugeot 207 S2000
9. Gianfranco Cunico, Pudy Pollet – Peugeot 207 S2000
10. Bruno Magalhães, Carlos Magalhães – Peugeot 207 S2000